# Riposo sotto i lillà
Riposo sotto i lillà è un dipinto a olio su tela (50x65 cm) realizzato nel 1873 dal pittore francese Claude Monet. È conservato nel Musée d'Orsay di Parigi.
Il pendant di questo quadro è Lillà al sole.